# 나티 펠루소
나티 펠루소(Nathy Peluso, 1995년 1월 12일 ~ )는 아르헨티나의 싱어송라이터, 댄서, 교육학자이다.

## 음반 목록

### 정규 음반
- Calambre (2020)

### 믹스테잎
- Esmeralda (2017)

### EP
- La Sandunguera (2018)